# 天主教布尔日总教区

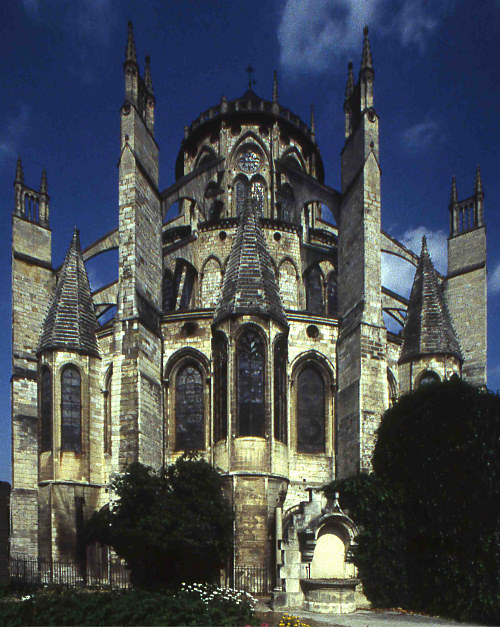
总教区内的布尔日大教堂正面。

天主教布尔日总教区是罗马天主教在法国中部设立的一个总教区。范围相当于中央大区的谢尔省和安德尔省。
布尔日教区成立于3世纪。2002年失去教省中心地位，转而附属于天主教图尔总教区。